# 桜井英記
桜井 英記（さくらい ひでき、1897年（明治30年）9月19日 - 1988年（昭和63年）2月7日）は、日本の都市計画家。内務省技師から、太平洋戦争後は日本の都市計画コンサルタントの草分けとなる桜井・森都市計画事務所を創始した。日本都市計画学会会長も務めた。

## 来歴・人物
東京府東京市本郷区（現・東京都文京区）生まれ。東京府立第一中学校（現・東京都立日比谷高等学校）、第二高等学校を経て、1922年3月東京帝国大学工学部土木工学科を卒業。同年5月より内務省都市計画局に第1技術課に配属される。
1924年2月、帝都復興院技師。1925年8月からは内務省大臣官房都市計画課(内務技師)。主に山田博愛課長を補佐し復興計画とその事業予算をまとめる資料づくりにあったという。その後官房都市計画課技師として全国都市の計画策定の指導に当たる。1934年の函館大火直後に現地入りし、現在の夜景のもととなる復興プランをつくる。
1937年5月から約1ヶ年欧米出張。1938年5月から12月まで上海新都市計画策定のため調査団員として上海に、1940年7月には広東市(現在の広州市) 都市計画策定のため広東に、それぞれ出張した。
1944年7月、陸軍技師(勅任)就任。8月にはビルマ政府顧問団(団長は小川郷太郎)の一員としてラングーンに赴任。捕虜生活を経て1946年5月に復員し、内務省に復職するが11月退官する。
大学の同級生で、都市計画埼玉地方委員会の技師を勤めて来た森幸太郎と1948年11月、桜井・森都市計画事務所を創設した。1964年3月、同事務所の業務を日本技術開発に引継ぐ。
1955年5月から東急田園都市線の開発に本腰を入れ出していた東京急行電鉄企画部、次いで1957年11月から東急電鉄の顧問に就任し、1975年の解嘱まで務め、田園都市線沿線の開発計画を20年間にわたって指導した。1959年11月から1967年まで東急建設の取締役ともなる。1963年5月から1971年までは東急ターンパイク取締役も兼任する。
この間の1957年から1962年まで日本都市計画学会副会長となり、1963年からは会長に就任、1965年まで務めた。

## 賞典
- 勲三等瑞宝章 - 1967年11月